# Вулиця Куїнджі
Вулиця Архипа Куїнджі (до 2016 року — Артема) — центральна вулиця і транспортна магістраль у Центральному районі Маріуполя.
Прилучаються вулиці: 
- Вулиця Семенішина
- Вулиця Пушкіна
- Вулиця Італійська
- Вулиця Георгіївська
- Вулиця Університетська
- Проспект Миру
- Вулиця Варганова
- Вулиця Миколаївська
- Вулиця Митрополитська
- Вулиця Фонтанна
- Вулиця Євпаторійська
- Вулиця Кафайська
- Вулиця Готфейська
- Вулиця Карасівська
- Бульвар Шевченка
- Вулиця Мар'їнська
- Вулиця Кальміуська
- Вулиця Кальчинська
- Вулиця Макара Мазая

## Історія

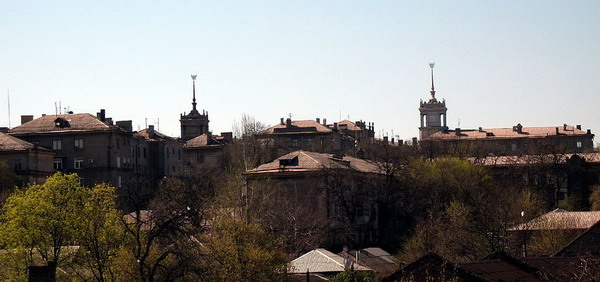
Будинки зі шпилями

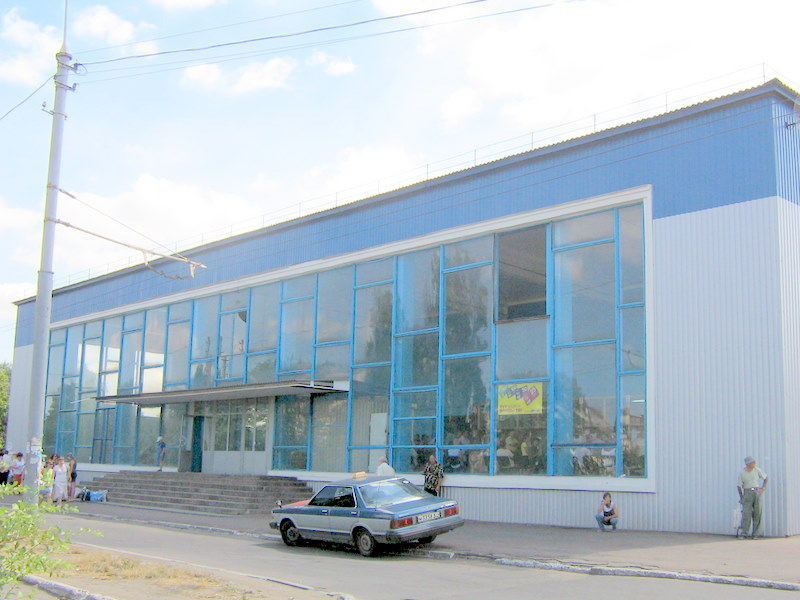
Міжміський автовокзал, Успенська площа, вул. Куїнджі, Центральний район

Починається біля урвища, що відокремлює поселення Слободка від історичної частини міста. Сучасна вулиця Куїнджі перетинає площу Театральну і має північний напрям на похилій ділянці в бік річки Кальчик.
Одна з небагатьох вулиць, котра зберігала історичну забудову допереворотного 1917 року періоду. Але вулиця, що існувала тоді під назвою Таганрозька, була на околиці тодішнього міста. Тому не користувалась увагою серед забудовників і була забудована малоповерховими будиночками. Саме ці будиночки трощили та підпалювали німецькі загарбники під час власного відступу з міста.
Забудована з двох боків. Первісна забудова доби сецесії була пошкоджена під час німецько-радянської війни у 1941—1945 роках. Замінена на п'ятиповерхову післясталінського періоду за проєктом Харківського інституту «Міськбудпроект» лише по західній стороні.
Історично Таганрозька вулиця мала дві церкви:
- Марії Магдалини на пагорбі (нині Театральний сквер, висаджена у повітря за часів СРСР і забудована театром).
- церква Різдва Богородиці (або Карасівська, 1780 року побудови, висаджена у повітря за часів СРСР).

У поселенні Карасівка, окрім церкви, були олійниця та ливарний цех.
- № 43 — завод холодильного обладнання, радіаторний завод.
- Колишній кінотеатр «Родіна» (проспект Миру, 34).
- № 72 — Виставковий зал, Центр мистецтв «АртЛюкс» (в минулому «Союздрук»).
- № 82 — Маріупольська дитяча художня школа імені А. Куїнджі (зруйнована у 2022 році).
- Будинок вчителя (вул. Євпаторійська, 56).

Двоповерхова історична споруда з сірої цегли в стилі сецесії, не тинькована.
У роки СРСР тут розташували освітню школу-семирічку, котру пишно назвали першою зразковою. Згодом школу перейменували на середню школу № 4 імені Івана Крилова. Школа була чисто чоловічою, позаяк у СРСР навіть у повоєнні роки зберігали роздільне навчання хлопців-школярів із дівчатками-школярками. Директором школи був Іван Сидорчук.
- № 81 — комплекс будівель колишнього заводу «Октябрь» (знесений у 2023 році)[2].
- Недобудована споруда сувенірної фабрики.
- № 95 — будівля Маріупольської загальноосвітньої санаторної школи-інтернату I—II ступенів № 11 (на місці зруйнованої церкви Різдва Богородиці, або Карасівської).
- № 140 — будівля початкової школи № 36 — школи повного дня Маріупольської міської ради Донецької області (на місці зруйнованої церкви Успіння Богородиці).
- Успенська площа з Міжміським автовокзалом.
- Міст через річку Кальчик (старовинний замінено за залізобетонний).